# 京雄高速公路
北京－雄安新区高速公路（简称京雄高速）是一条连接北京和雄安新区的高速公路，是雄安新区“四纵三横”区域高速公路网“四纵”中的一条，是北京至雄安新区最便捷的快速交通走廊。
京雄高速公路于2022年7月升级为京武高速公路（北京—武汉）的一部分，其河北段全线主体工程於2020年年底前完工，2021年5月29日建成通车。北京段六环路至京冀界段于2022年12月31日开通，五环路至六环路段于2023年12月28日开通。

## 概况

### 主线
京雄高速公路（北京段）起自北京五环路京良路立交以北1.6公里，与京雄高速公路（河北段）相接。线路全长27.73km，其中五环路至六环路段设计速度为100公里/小时，采用双向六车道；六环路至京冀界设计速度为120公里/小时，采用双向八车道。规划在五环路以西设置主线收费站，在市界北侧设置出京收费站及进京检查站。全线设计互通立交5座，预留3座立交设计条件。有延伸至五环以内的规划。2018年7月，五环立交、六环立交以及跨永定河大桥两项工程设计方案征集结束，北京市政专业设计院的设计方案获得第一名。2019年2月27日，《京雄高速公路（北京段）工程方案设计》获得批复，原计划于2019年四季度开工，2021年底开通六环至市界段，2022年底开通五环至六环段。六环至市界段实际于2022年12月31日开通，五环至六环段于2023年12月28日开通。
京雄高速公路（河北段）主线起自涿州市东大兴庄村北京冀界，与京雄高速公路（北京段）顺接，向南经涿州市、固安县、高碑店市、雄安新区，止于容城县张市村南，与既有荣乌高速相接（设雄安北互通）。线路全长69.278km，设计速度120公里/小时，共设置有特大桥4座、大桥16座、互通式立交7座（含枢纽互通2座）、服务区3处、主线收费站2处、匝道收费站4处、临时收费站1处。其中，京冀界至新区主线站段采用双向八车道，路基宽42米；新区主线站至终点段采用双向六车道，路基宽34.5米。2019年2月14日，《北京至雄安新区高速公路河北段项目环境影响报告书》获河北省生态环境厅批复同意。于2021年5月29日建成通车。
京雄高速公路建成之后，内侧两条将作为智慧驾驶专用车道，在路上可以实现车路协同和自动驾驶，同时还将进行基础设施数字化及智慧收费等方面的研究。在绿色生态方面，考虑到穿越永定河和小清河，设计上采用了大跨径高架桥，尽量减少了桥墩的布设，桥下空间恢复成城市绿地，同时对道路路面雨水单独收集和排放。

### 大兴机场支线
京雄高速公路大兴机场支线起自涿州市义和庄乡南蔡村东南的永定河京冀界，与大兴机场北线北京段顺接，中途在义和庄枢纽互通与京雄高速公路主线相连接，止于涿州市向阳村北，与京港澳高速相接，全长19.493公里，设计速度120公里/小时，其中起点至义和庄枢纽互通段采用双向八车道，路基宽42米；义和庄枢纽互通至终点段采用双向六车道，路基宽34.5米。支线共设置特大桥2座、中桥1座、互通式立交3座（含枢纽互通2座）、收费站2处。京冀界至义和庄枢纽互通段于2022年12月19日开通。

### 连接线
京雄高速公路涿州东互通连接线起自主线涿州东互通，止于涿州市北环与京白公路交叉处，全长7.299公里，设计速度80公里/小时，采用双向四车道，路基宽25.5米。
京雄高速公路高碑店连接线起自高碑店市荒辛庄村南，与京白公路相接，止于主线双辛开发区互通，全长12公里，设计速度80公里/小时，采用双向四车道，路基宽25.5米。

## 出入口与沿线设施
| 地区                                                                                         | 里程   | 类型                              | 名称                     | 连接                     | 说明                                       |
| -------------------------------------------------------------------------------------------- | ------ | --------------------------------- | ------------------------ | ------------------------ | ------------------------------------------ |
| 北京市 大兴区                                                                                | 1      | 枢纽                              | 高家堡桥                 | 北京五环路               |                                            |
| 北京市 大兴区                                                                                | 2      | 河流                              | 永定河特大桥（京雄大桥） | 永定河特大桥（京雄大桥） | 上跨永定河                                 |
| 北京市 房山区                                                                                | 4      | 主线收费站                        | 房山北收费站             | 房山北收费站             |                                            |
| 北京市 房山区                                                                                | 5      | 出入口                            | 房山稻田                 | 绿洲西路                 |                                            |
| 北京市 房山区                                                                                | 10     | 出入口                            | 良乡大学城               | 良乡东路                 |                                            |
| 北京市 房山区                                                                                | 14     | 枢纽                              | 京雄葫芦垡四桥           | 北京六环路               |                                            |
| 北京市 房山区                                                                                | 18     | 出入口                            | 公议庄                   | 京深路                   |                                            |
| 北京市 房山区                                                                                |        | 枢纽                              |                          | 房黄亦联络线             | 预留                                       |
| 北京市 房山区                                                                                | 25     | 停车场 · 飲料小吃                 | 房山（南）停车区         | 房山（南）停车区         |                                            |
| 京冀省界                                                                                     | 27     | 桥梁                              | 小清河特大桥             | 小清河特大桥             | 全长1450m                                  |
| 保定市 涿州市                                                                                | 28     |                                   |                          | 掉头匝道                 | 养护车辆专用                               |
| 保定市 涿州市                                                                                | 30     | 枢纽                              | 义和庄枢纽互通           | 大兴机场北线             |                                            |
| 保定市 涿州市                                                                                | 34     | 停车场 · 加油设施 · 修车站 · 餐厅 | 义和庄服务区             | 义和庄服务区             | 雄安方向                                   |
| 保定市 涿州市                                                                                | 34     | 公安檢查站                        | 义和庄检查站             | 义和庄检查站             | 仅北京方向进京检查站                       |
| 保定市 涿州市                                                                                | 35     | 出入口                            | 涿州东                   | 涿州东互通连接线         |                                            |
| 廊坊市 固安县                                                                                | 40     | 出入口                            | 固安西                   | 廊涞线                   |                                            |
| 廊坊市 固安县                                                                                | 49/270 | 枢纽                              | 东湾枢纽互通             | 首都环线高速             |                                            |
| 保定市 高碑店市                                                                              | 57     | 出入口                            | 高碑店东                 | 东高线                   |                                            |
| 保定市 高碑店市                                                                              | 76     | 出入口                            | 泗庄                     | 京白连接线               |                                            |
| 保定市 高碑店市                                                                              | 80/856 | 枢纽                              | 泗庄枢纽互通             | 荣乌高速                 |                                            |
| 保定市 高碑店市                                                                              | 82     | 主线收费站                        | 雄安收费站               | 雄安收费站               |                                            |
| 保定市 高碑店市                                                                              | 82     | 停车场 · 加油设施 · 修车站 · 餐厅 | 雄安服务区               | 雄安服务区               |                                            |
| 保定市 容城县                                                                                | 92     | 出入口                            |                          | 容易线                   |                                            |
| 保定市 容城县                                                                                | 95     | 出入口                            | 容东片区                 | 金湖街                   |                                            |
| 保定市 容城县                                                                                | 96     | 枢纽 · 枢纽匝道收费站             | 容城东                   | 津雄高速                 | 设有临时收费站 暂时仅S3700北半幅设置出入口 |
| 保定市 容城县                                                                                | 97     | 主线出入口                        | 雄安新区启动区           | 白洋淀路 海岳大街        |                                            |
| 1.000 英里 = 1.609 千米；1.000 千米 = 0.621 英里 并行路段 • 已关闭／取消 • 限制进入 • 未开放 |        |                                   |                          |                          |                                            |